# Motor V20
Motor V20 a diesel aeronáutico.
V20 é um motor de combustão interna à pistão dotado de duas bancadas de 10 cilindros em linha, formando um ângulo específico, totalizando vinte cilindros (câmaras de combustão). Não são comuns no mundo automobilístico enquanto sua maior aplicação está atualmente em locomotivas diesel-elétricas de grande porte, navios e geradores de eletricidade.
Dentre os fabricantes de motores que usam esta configuração estão a GE, a EMD (General  Motors) e a SEMT Pielstick (MAN AG).
Exemplos de motores V20:
- EMD 645 - locomotivas EMD DDM45, EMD BB40-2, EMD SD40
- EMD 710